# Melanedaphodon hovaneci
Melanedaphodon hovaneci è un sinapside estinto, appartenente agli edafosauridi. Visse nel Carbonifero superiore (circa 310 milioni di anni fa) e i suoi resti fossili sono stati ritrovati in Nordamerica.

## Descrizione
Questo animale è noto per fossili incompleti, comprendenti parti del cranio e alcune ossa dello scheletro postcranico. Era un animale di piccole dimensioni: il solo cranio doveva essere lungo poco più di sei centimetri. Melanedaphodon era caratterizzato da una mascella allungata, dotata di 20 denti marginali, dalla corona alta e bulbosa ma con apici appuntiti; i margini taglienti di questi denti marginali erano privi di seghettature. Come l'affine ma più arcaico Ianthasaurus, Melanedaphodon era dotato di un osso pterigoide allungato, ma a differenza di Ianthasaurus era presente una batteria di denti palatali arrotondati sulla flangia trasversale dell'osso pterigoide, come nel più derivato Edaphosaurus; da quest'ultimo differiva per avere grandi denti nel ramo anteriore dello pterigoide. Differiva inoltre da Gordodon per l'assenza di un diastema nella parte anteriore della mascella.

## Classificazione
Melanedaphodon era un rappresentante arcaico degli edafosauridi, un gruppo di sinapsidi dalle attitudini spiccatamente erbivore. In particolare, sembra che Melanedaphodon fosse più derivato (ma più antico) di Ianthasaurus, e che fosse in una posizione filogeneticamente più arcaica delle varie specie di Edaphosaurus, il membro più grande e specializzato della famiglia. In generale, Melanedaphodon è il più antico tra gli edafosauridi noti, e uno dei più antichi sinapsidi.

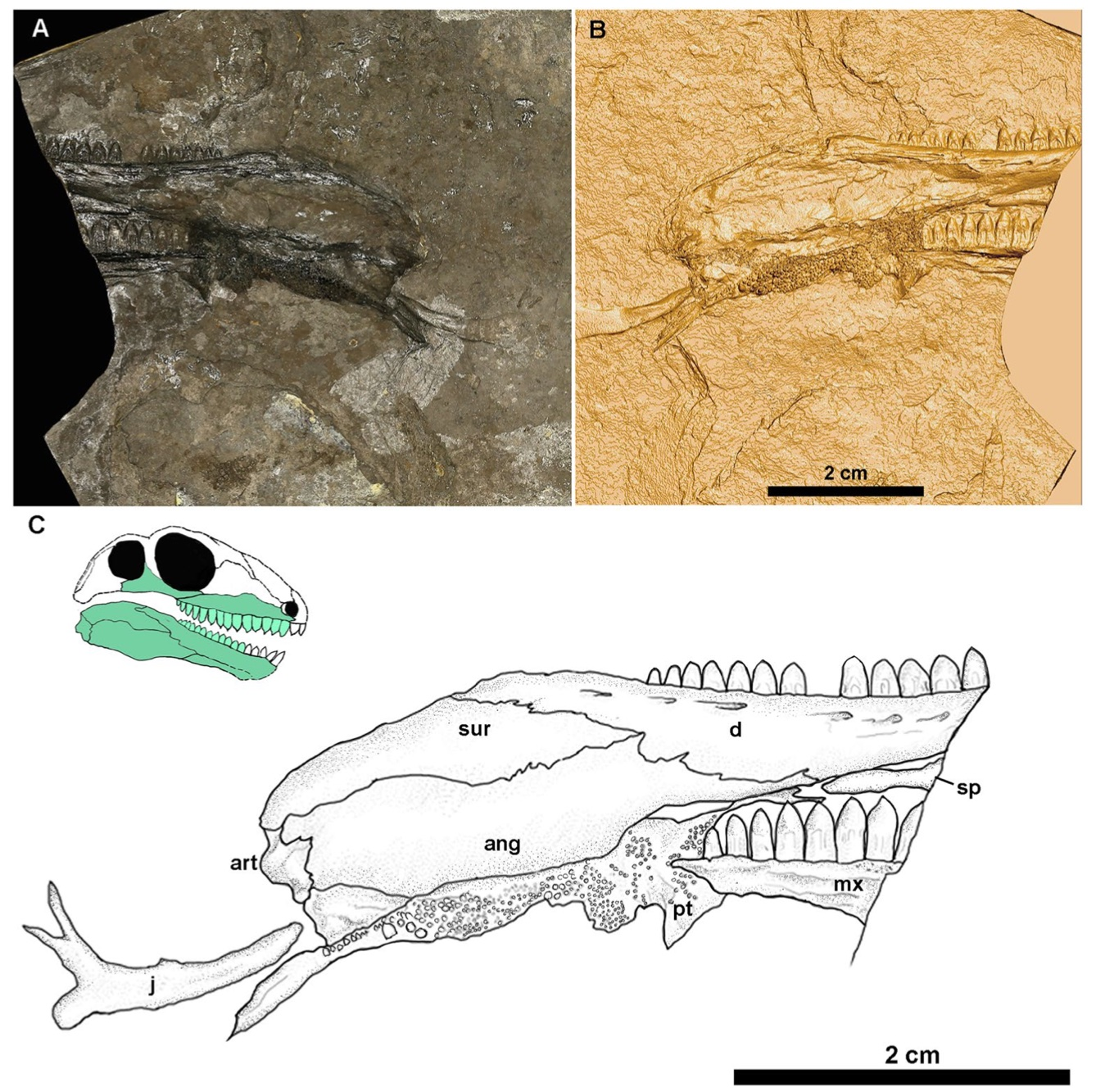
Fossili di Melanedaphodon hovaneci

Melanedaphodon hovaneci venne descritto per la prima volta nel 2023, sulla base di resti fossili rinvenuti in una miniera di carbone a Linton, nella contea di Jefferson, in Ohio (USA).

## Paleoecologia
La scoperta di Melanedaphodon suggerisce che adattamenti per sminuzzare materiale vegetale duro fossero già apparsi tra i primi sinapsidi. La durofagia potrebbe inoltre essere stata fondamentale per sfruttare le risorse vegetali nei primi ecosistemi terrestri.